# Franz Scharl

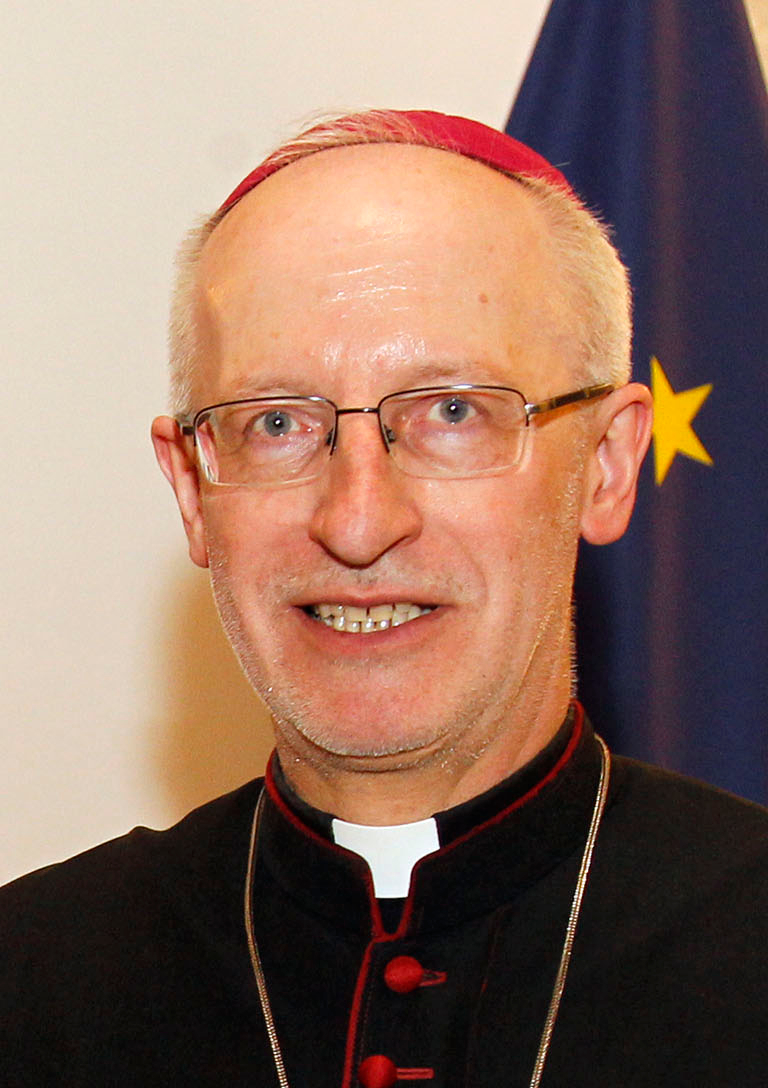
Weihbischof Franz Scharl (2015)

Franz Scharl (* 5. März 1958 in Oberndorf bei Salzburg, Österreich) ist ein österreichischer römisch-katholischer Geistlicher und Weihbischof der Erzdiözese Wien.

## Leben
Franz Scharl wuchs als Bauernsohn in Obereching, Gemeinde St. Georgen bei Salzburg auf. Von 1972 bis 1977 besuchte er die Bundeshandelsakademie I in Salzburg-Lehen und absolvierte anschließend den Militärdienst in Siezenheim. Ab 1978 studierte er an der Universität Wien Philosophie und Völkerkunde. 1982 begann er mit dem Studium der Katholischen Theologie und trat 1986 ins Wiener Priesterseminar ein. Am 29. Juni 1990 empfing er im Stephansdom das Sakrament der Priesterweihe. Anschließend war er zunächst Kaplan in der Pfarre Mödling-St. Othmar und später Kurat in der Propsteipfarre Wiener Neustadt. Von 1997 bis 1998 war er Lektor am Institut für Philosophie der Universität Wien, wo er bereits 1995 zum Doktor der Philosophie promoviert wurde. Im Jahr 2000 wurde Scharl zum Pfarrer der Wiener Pfarre Auferstehung Christi in Margareten berufen und am 1. Jänner 2001 wurde er zum Dechanten für das Dekanat Wieden/Margareten gewählt.
Papst Benedikt XVI. ernannte ihn am 9. Februar 2006 zum Titularbischof von Ierafi und bestellte ihn zum Weihbischof in der Erzdiözese Wien. Am 23. April desselben Jahres empfing er durch Erzbischof Christoph Kardinal Schönborn die Bischofsweihe; Mitkonsekratoren waren der Salzburger Erzbischof Alois Kothgasser und Weihbischof Helmut Krätzl. Scharl wählte Spiritus est Deus („Gott ist Geist“) als Wahlspruch.
Als Weihbischof wurde er zum Domkapitular des Domkapitels der Erzdiözese Wien sowie zum Bischofsvikar für die Kategoriale Seelsorge inklusive der anderssprachlichen Gemeinden der Erzdiözese ernannt.
Er arbeitet an einer theologischen Dissertation über Emmanuel Levinas.
Am 13. Jänner 2007 wurde ihm von der katholisch österreichischen Studentenverbindung Herulia Wien im MKV die Ehrenmitgliedschaft verliehen sowie am 19. Mai 2009 die Ehrenmitgliedschaft in der Katholischen Österreichischen Hochschulverbindung Nordgau Wien im ÖCV. Seine Heimatgemeinde St. Georgen bei Salzburg hat ihn 2017 zusammen mit dem Rektor des Priesterseminars Salzburg Tobias Giglmayr mit dem Wappenzeichen Hl. Georg ausgezeichnet.
Im Sommer 2020 geriet er mit seinem Nein zur geplanten Ostumfahrung Wiener Neustadt und seinem Engagement gegen den Flächenverbrauch von wertvollen Ackerböden in Kritik.
In der Österreichischen Bischofskonferenz ist er Mitglied der Katechetischen Kommission und verantwortlich für die Bereiche Anderssprachige Pastoral, Roma, Sinti und Jenische, Menschenhandel und das Hilfswerk „Kirche in Not“ sowie Verfolgte Christen.

## Werke
- sonette, elementare. Verlag aa-infohaus, Wien 2017, ISBN 978-3-9503840-6-2.
- Einheit in Vielfalt: 40 Jahre Nationaldirektion der katholischen fremdsprachigen Seelsorge in Österreich. Wagner Verlag, Linz 2015, ISBN 978-3-903040-02-1.
- Weg(-ung) im Denken Ferdinand Ebners. Lang, Frankfurt am Main u. a. 1997, ISBN 3-631-30578-8.